# ジョーダン・ホロウェイ
ジョーダン・リー・ホロウェイ（Jordan Lee Holloway, 1996年6月13日 - ）は、アメリカ合衆国コロラド州アーバダ出身のプロ野球選手（投手）。右投右打。MLBのマイアミ・マーリンズ所属。

## 経歴
2014年のMLBドラフト20巡目（全体587位）でマイアミ・マーリンズから指名され、プロ入り。なお、契約しない場合はネブラスカ大学オマハ校へ進学の予定であった。契約後、傘下のルーキー級ガルフ・コーストリーグ・マーリンズでプロデビュー。10試合（先発6試合）に登板して1勝3敗、防御率6.41、8奪三振を記録した。
2015年はA-級バタビア・マックドッグスとA級グリーンズボロ・グラスホッパーズでプレーし、2球団合計で16試合に先発登板して5勝7敗、防御率3.39、44奪三振を記録した。
2016年もA-級バタビアとA級グリーンズボロでプレーし、2球団合計で13試合に先発登板して2勝7敗、防御率6.19、41奪三振を記録した。
2017年はA級グリーンズボロでプレーし、11試合に先発登板して1勝2敗、防御率5.22、50奪三振を記録した。この年にはトミー・ジョン手術を受けている。
2018年はルーキー級ガルフ・コーストリーグ・マーリンズとA-級バタビアでプレーし、2球団合計で5試合に登板して防御率0.00、9奪三振を記録した。オフの11月20日にルール・ファイブ・ドラフトでの流出を防ぐために40人枠入りした。
2019年はA+級ジュピター・ハンマーヘッズでプレーし、21試合に先発登板して4勝11敗、防御率4.45、93奪三振を記録した。
2020年はメジャーの開幕ロースター入りし、7月26日のフィラデルフィア・フィリーズでメジャーデビュー。この年の公式戦登板はこの1試合のみだった。

## 投球スタイル
最速98.9mph（約159.2km/h）の速球とスライダーが主な球種である。

## 詳細情報

### 年度別投手成績
| 年 度    | 球 団    | 登 板 | 先 発 | 完 投 | 完 封 | 無 四 球 | 勝 利 | 敗 戦 | セ 丨 ブ | ホ 丨 ル ド | 勝 率 | 打 者 | 投 球 回 | 被 安 打 | 被 本 塁 打 | 与 四 球 | 敬 遠 | 与 死 球 | 奪 三 振 | 暴 投 | ボ 丨 ク | 失 点 | 自 責 点 | 防 御 率 | W H I P |
| -------- | -------- | ----- | ----- | ----- | ----- | -------- | ----- | ----- | -------- | ----------- | ----- | ----- | -------- | -------- | ----------- | -------- | ----- | -------- | -------- | ----- | -------- | ----- | -------- | -------- | ------- |
| 2020     | MIA      | 1     | 0     | 0     | 0     | 0        | 0     | 0     | 0        | 0           | ----  | 4     | 0.1      | 2        | 0           | 1        | 0     | 0        | 0        | 0     | 0        | 0     | 0        | 0.00     | 9.00    |
| 2021     | MIA      | 13    | 4     | 0     | 0     | 0        | 2     | 3     | 0        | 0           | .400  | 158   | 36.0     | 23       | 3           | 26       | 0     | 0        | 36       | 2     | 0        | 19    | 16       | 4.00     | 1.36    |
| MLB：2年 | MLB：2年 | 14    | 4     | 0     | 0     | 0        | 2     | 3     | 0        | 0           | .400  | 162   | 36.1     | 25       | 3           | 27       | 0     | 0        | 36       | 2     | 0        | 19    | 16       | 3.96     | 1.43    |

- 2021年度シーズン終了時

### 年度別守備成績
| 年 度 | 球 団 | 投手（P） | 投手（P） | 投手（P） | 投手（P） | 投手（P） | 投手（P） |
| 年 度 | 球 団 | 試 合     | 刺 殺     | 補 殺     | 失 策     | 併 殺     | 守 備 率  |
| ----- | ----- | --------- | --------- | --------- | --------- | --------- | --------- |
| 2020  | MIA   | 1         | 0         | 0         | 0         | 0         | ----      |
| 2021  | MIA   | 13        | 3         | 4         | 0         | 0         | 1.000     |
| MLB   | MLB   | 14        | 3         | 4         | 0         | 0         | 1.000     |

- 2021年度シーズン終了時

### 背番号
- 78（2020年 - ）